# Камінь чистої води
«Камінь чистої води» — радянський художній фільм 1976 року, знятий режисером Шотою Манагадзе на кіностудії «Грузія-фільм».

## Сюжет
Отар Ніжарадзе працює на телебаченні, а його друг Тамаз — в інституті. Не бажаючи брати участь у темних справах керівника кафедри, Тамаз вступає з ним у конфлікт і йде з інституту. За допомогою Отара він влаштовується на іншу роботу. Тим часом у самого Ніжарадзе загострюються стосунки з директором, і йому доводиться залишити телебачення. Через нещасливе кохання та службові конфлікти Тамаз намагається накласти на себе руки. Лікарі рятують йому життя, а Отар підтримує його, розповівши про ті позитивні зміни, які відбулися в республіці у зв'язку з ухвалою ЦК партії. Для друзів настає час відродження.

## У ролях
- Вахтанг Кікабідзе — Отар Ніжарадзе
- Мурман Джинорія — Тамаз Іашвілі
- Русудан Кікнадзе — роль другого плану
- Татулі Долідзе — роль другого плану
- Тенгіз Арчвадзе — роль другого плану
- Вахтанг Нінуа — роль другого плану
- Гульнара Емхварі — роль другого плану
- Давид Папуашвілі — роль другого плану
- Заза Мачабелі — роль другого плану
- Коте Даушвілі — роль другого плану
- Тамаз Толорая — роль другого плану
- Тіна Кванталіані — роль другого плану
- Йосип Хаїндрава — роль другого плану
- Зураб Цінцкіладзе — роль другого плану
- Чабуа Аміреджібі — роль другого плану
- Георгій Толордава — роль другого плану
- Наїлі Хелашвілі — роль другого плану
- Олена Асламазішвілі — роль другого плану
- Нодар Манагадзе — роль другого плану
- Ліа Цабадзе — роль другого плану
- Тамара Схіртладзе — роль другого плану
- Ніно Манагадзе — роль другого плану
- О. Хомерікі — роль другого плану
- Є. Мачаваріані — роль другого плану
- Б. Кочорадзе — роль другого плану
- Б. Херхеулідзе — роль другого плану

## Знімальна група
- Режисер — Шота Манагадзе
- Сценаристи — Шота Манагадзе, Гурам Панджикідзе
- Оператор — Михайло Медніков
- Композитор — Реваз Лагідзе
- Художник — Василь Арабідзе